# Mehmed Şükrü Bajá
Mehmed Şükrü Bajá (Erzurum, 1857-1916) fue un general otomano, famoso por su larga aunque infructuosa defensa de Adrianópolis durante la primera guerra balcánica.
Nació en Erzurum en 1857. Era hijo único de un oficial del Ejército otomano y siguió los pasos de su padre en las Fuerzas Armadas. En 1879, ascendió a teniente de artillería. Estudió en la Academia Militar de Saint-Cyr, en Francia. Luego, por su capacidad como oficial y su habilidad para las matemáticas, se le envió a servir en la guarnición alemana de Potsdam durante cuatro años.
En 1887 ascendió a mayor y desposó a la hija de un teniente general de la caballería otomana. Siguió ascendiendo velozmente en el escalafón militar y en 1893 alcanzó el grado de general de brigada. Además de su servicio en el Ejército, enseñaba matemáticas en la Academia Militar y en otras instituciones de la capital otomana. Muy riguroso con la disciplina, se lo conocía por la franqueza al expresar sus opiniones.
Obtuvo el mando de la fortaleza de Adrianópolis a principios de 1912. Tenía órdenes de sostenerla durante cincuenta días, pero finalmente resistió el asedio búlgaro contra fuerzas superiores durante cinco meses y cinco días. Tras su regreso a Constantinopla, tuvo que pasar a la reserva. Falleció en 1916.